# Мухджа бінт ат-Тіяні
Мухджа бінт ат-Тіяні аль-Куртубія (араб. مهجة بنت التياني القرطبية; нар. Кордова — пом. 1097, Кордова) — андалузька поетеса ХІ століття.
Вона була донькою кордовського купця, який займався продажем інжиру. У якийсь момент вона познайомилася з відомою поетесою принцесою Валядою, яка взяла її до свого будинку, що слугував школою поезії для жінок, і стала її наставницею. Мухджа стала відомою поетесою, професія якої мала велике визнання в андалузькому суспільстві. Валяда надзвичайно любила Мухджу, писала їй пристрасні (і досить відверті) любовні вірші, і є припущення, що вони, можливо, були коханками.

## Вірші

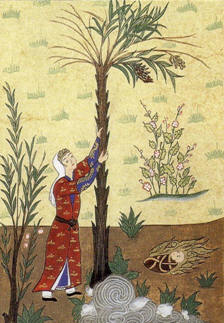
Турецька картина XVI століття н. е., на якій Ма'ям трясе пальму для фініків.

Мухджа присвятила своїй вчительці люті сатири:
| Оригінал                                                                     | Транслітерація                                                                                              | Дослівний переклад |
| ---------------------------------------------------------------------------- | --- | --- |
| وَلّادة قَدْ صِرْتِ وَلّادة مِن غَيْرِ بَعَلٍ فَضَحَ الكاتِمُ حَكَت لَنا مَرْيَم لَكِنّه نَخْلة هَذي ذَكَرٌ قائِمُ | Валяда кад сірті валяда Мін гейрі ба'лін фадахаль катіму Хакат ляна Марйам лакіннаху Нахля хазі закар каїму | Валяда завагітніла від іншого чоловіка; хранителька таємниці відкрила нам це. Для нас вона була схожа на Марію, але але ця пальма — це ерегований пеніс. |

Цей вірш містить каламбур на ім'я Валяда, яке буквально означає «плідна». Він порівнює Валяду, нібито вагітну поза шлюбом, з Дівою Марією. Вірш переходить від літературного регістру в першій половині до розмовного в другій (характеризується розмовною формою hāḏī замість класичної hāḏihi). У другій половині йдеться про ісламське оповідання про незаймане народження, у якому Мар'ям отримала божественну вказівку потрясти стовбур фінікової пальми під час народження Ісуса, щоб її плоди впали до неї. У розповіді Мухджи Валяда схопила пеніс із подібним ефектом. Інший приклад — цього вірша:

| يا متحفا بالخوخ أحبابه أهلا به من مثلج للصدور حكى ثدي الغيد تفليكه لكنه أخزى رؤوس الأيور | О ти, що персиками чаруєш друзів, Вітаю тебе, ти прохолода для сердець! Груди юних дів порівнюють з ними, Та тільки ганьбить він голови чоловічих жезлів. |

## Подальше читання
Sobh, Mahmud (2002), «Wallada bent al-Mustakfi. Muhya bent al-Tayyani», Historia de la literatura árabe clásica, Madrid: Cátedra, pp. 952–957.